# Người Lự
Người Lự, còn gọi là người Tày Lự, người Thái Lự (Tai Lue, Tai Lü) (tiếng Thái: ไทลื้อ; phát âm [tʰāj.lɯ́ː]; tiếng Lự:ᦟᦹᧉ, tiếng Lào: ລື້), hay còn gọi là Thái Lặc tộc (phiên âm Hán Việt; tiếng Trung: 傣仂族; bính âm: Dǎi Lè zú) là một dân tộc thiểu số sinh sống trong khu vực Lào, Thái Lan, Myanmar, Việt Nam và Trung Quốc.
Tiếng nói chính thức của người Lự là tiếng Lự, là ngôn ngữ thuộc nhóm ngôn ngữ Tày-Thái, họ ngôn ngữ Kra-Dai (Tai-Kadai). Người Lự cũng sử dụng ngôn ngữ chính thức tại các quốc gia mà họ sinh sống.
Tại Việt Nam, người Lự được công nhận là một trong số 54 dân tộc . Theo điều tra dân số 1/4/2019 có 6.757 người Lự.

## Dân số và địa bàn cư trú

### Tại Lào
Tại Lào, theo ước tính của Ethnologue thì có khoảng 134.100 người Lự (Ethnologue ghi là năm 2000) sinh sống tại các tỉnh Phongsali, Luang Namtha, Bokeo, Oudomxai, Xaignabouli, Luang Prabang.

### Tại Thái Lan
Tại Thái Lan, theo ước tính của Ethnologue  thì có khoảng 83.000 người Lự (Ethnologue ghi là theo ước tính năm 2001 của Johnstone và Mandryk) sinh sống tại các tỉnh Chiang Rai, Phayao, Lamphun, Nan và khắp miền bắc Thái Lan.

### Tại Việt Nam
Tại Việt Nam, người Lự được công nhận là dân tộc thiểu số trong số 54 dân tộc. .
Dân số theo điều tra dân số 1999 là khoảng 4.964 người . Cư trú chủ yếu tập trung ở hai huyện Phong Thổ và Sìn Hồ, tỉnh Lai Châu và một lượng đáng kể di cư vào tỉnh Lâm Đồng. Tuy nhiên, theo ước tính năm 2003 của Ủy ban dân tộc Việt Nam thì dân tộc này có dân số 5.553 người.
Theo Tổng điều tra dân số và nhà ở năm 2009, người Lự ở Việt Nam có dân số 5.601 người, cư trú chủ yếu tại 21 trên tổng số 63 tỉnh, thành phố. Phần lớn người Lự cư trú tập trung tại tỉnh 
Lai Châu (5.487 người, chiếm 98,0% tổng số người Lự tại Việt Nam), 
Thái Nguyên (75 người), các tỉnh còn lại có không quá 10 người.

### Tại Myanmar
Tại Myanmar, có khoảng 200.000 người sinh sống tại bang Shan, thuộc vùng Đông Bắc. Đôi khi tại đây họ còn gọi là người Shan từ Trung Quốc.

### Tại Trung Quốc
Tại Trung Quốc, họ được coi là một phần của dân tộc Thái.

## Đặc điểm kinh tế
Người Lự có truyền thống làm ruộng từ lâu đời. Họ biết dùng cày bừa, đào mương dẫn nước, gieo mạ, cấy lúa, nhưng lại không làm cỏ, bón phân. Họ còn làm thêm nương để trồng lúa, ngô, khoai, sắn, lạc, bông, chàm và nhà nào cũng có vườn cạnh nhà. Người Lự có tập quán ăn cơm nếp là chính, thích ăn ớt, ưa uống nước chè và đàn ông thường hút thuốc lào. 
Trong các nghề phụ của người Lự thì nghề dệt phát triển nhất. Mỗi gia đình người Lự thường có vài ba khung cửi. Tài nghệ dệt, may, thêu đều khá cao, từ chiếc quần của đàn ông cho đến váy, áo, khăn của phụ nữ thường có hoa văn trang trí rực rỡ trên nền vải nhuộm chàm, nhất là trang phục ngày lễ hội càng được trang trí nhiều và đẹp hơn.

## Hôn nhân gia đình
Trai gái Lự được tìm hiểu nhau tự do rồi xin ý kiến cha mẹ để kết hôn, nhưng họ phải nhờ thầy số xem tuổi trước, nếu hợp tuổi mới lấy nhau. Con trai phải ở rể vài ba năm rồi ra ở riêng. Con lấy họ theo cha, tên con trai có chữ đệm Bạ (trong tiếng Trung, người Lự (tức Thái Lặc vùng Tây Song Bản Nạp), họ Bạ được chuyển âm là Nham/岩). Con gái lấy họ theo mẹ, tên có chữ đệm Ý (họ Ý được chuyển âm là Ngọc/玉). Người Lự sống tình nghĩa, thủy chung. Vợ chồng rất ít ly dị nhau, nếu trai bỏ vợ, gái bỏ chồng đều bị phạt nặng theo luật tục.

## Tục lệ ma chay
Sau khi chôn cất người chết một thời gian, tang gia làm một mái nhà táng giấy có trang trí đẹp rồi bỏ vải, đệm, gối, thóc, tiền vào đó để làm lễ đưa linh hồn người chết vào chùa.

## Văn hóa
Người Lự hay hát dân ca  yêu thích vốn truyện cổ, thơ ca, tục ngữ. Âm nhạc đương đại của người Lự ở Lào, Thái Lan chịu ít nhiều từ dòng nhạc mó lam, luk thung và múa truyền thống lăm vông.
Tuyên Phủ Ti lễ nghi nhạc vũ bắt nguồn từ lịch sử của Tuyên Phủ Ti , được biết đến ở Mạnh Mẫu, tập trung ở khu vực ngày nay là Na Doãn Cổ trấn huyện tự trị dân tộc Thái-Lạp Hỗ-Ngõa Mạnh Liên. Nằm ở giữa Tây Song Bản Nạp ở tây Vân Nam và Đức Hoành ở nam Vân Nam, huyện Mạnh Liên có thể được coi là một khu vực biên giới của người Thái, và được định cư vào năm 1256 sau cuộc chinh phục Đại Lý của người Mông Cổ vào năm 1254, khiến người Thái ở trung tâm Vân Nam đi tìm kiếm. của những vùng đất mới.
Hầu hết các nhạc cụ được sử dụng để chơi nhạc nghi lễ Huyền Phủ đều được làm thủ công hoặc tu sửa ở Mang lãng trại (芒朗寨), Mạnh A thôn (勐阿村), Mạnh Ma trấn (勐马镇), huyện Mạnh Liên. Các nhạc cụ truyền thống này bao gồm:
- Đính (定): đàn lute với hộp âm thanh mảnh, lưng tròn được chạm khắc từ một khối gỗ duy nhất;  tương tự như ngưu thối cầm(牛腿琴) của người Động.
- Sảnh (省) - đàn lute gảy với 4 dây trong các khóa kép, có thể so sánh với sueng (ซึง) của vùng Lan Na ở miền Bắc Thái Lan.
- Phi mại (非迈) - lá cây, được chơi như một nhạc cụ lưỡi gà
- Đa la (哆啰 hoặc 多罗) - đàn nhị với bát nhị làm từ gáo dừa., có thể so sánh với đàn nhị xò lò miền bắc Thái Lan (สะล้อ).
- Bì thu (比秋) một loại sáo dọc nhỏ truyền thống.
- Trúc ti (竹丝) - sáo bầu
- Ca lạp tát (嘎拉萨) - đàn phím kim loại, tương đương với Ranat ek lek (ระนาดเอก เหล็ก) Thái Lan.
- Tượng cước cổ (象脚鼓) - "trống chân voi", trống tay dài một đầu với thân hình chiếc cốc được chạm khắc từ một khúc gỗ. Thái Lan gọi là Klong yao (กลอง ยาว), Lào gọi là Khawng yao và Campuchia gọi là skor chhaiyam (tiếng Khmer: ស្គរឆៃយ៉ាំ).
- Mang la (铓) - cồng núm đồng.
- Sai (钗) chũm chọe.
- Tam giác đồng phiến (三角铜片) - kẻng tam giác.
- Đồng linh (铜铃) - cặp chũm chọe rất nhỏ, dày, âm vực cao.
- Bạch lãng (帕朗) - bộ chuông đồng.[10]

## Chữ viết
Chữ viết của người Lự chịu ảnh hưởng từ chữ Môn từ Miến Điện. Chữ Thái Lự mới được phát triển ở Trung Quốc vào những năm 1950, dựa trên bảng chữ cái Tai Tham truyền thống được phát triển vào cỡ năm 1200. Vì thế chữ còn được gọi là chữ Tây Song Bản Nạp tân Thái văn (西双版纳傣文) hay chữ Tày Lự giản thể. Chính phủ Trung Quốc quảng bá bộ chữ mới thay thế cho bộ chữ cũ hơn. Tuy nhiên, việc dạy chữ là không bắt buộc và kết quả là nhiều người không biết đến chữ Tày Lự mới. Các cộng đồng người Lự ở Myanmar, Lào, Thái Lan và Việt Nam vẫn sử dụng bảng chữ cái Tai Tham.

## Trang phục

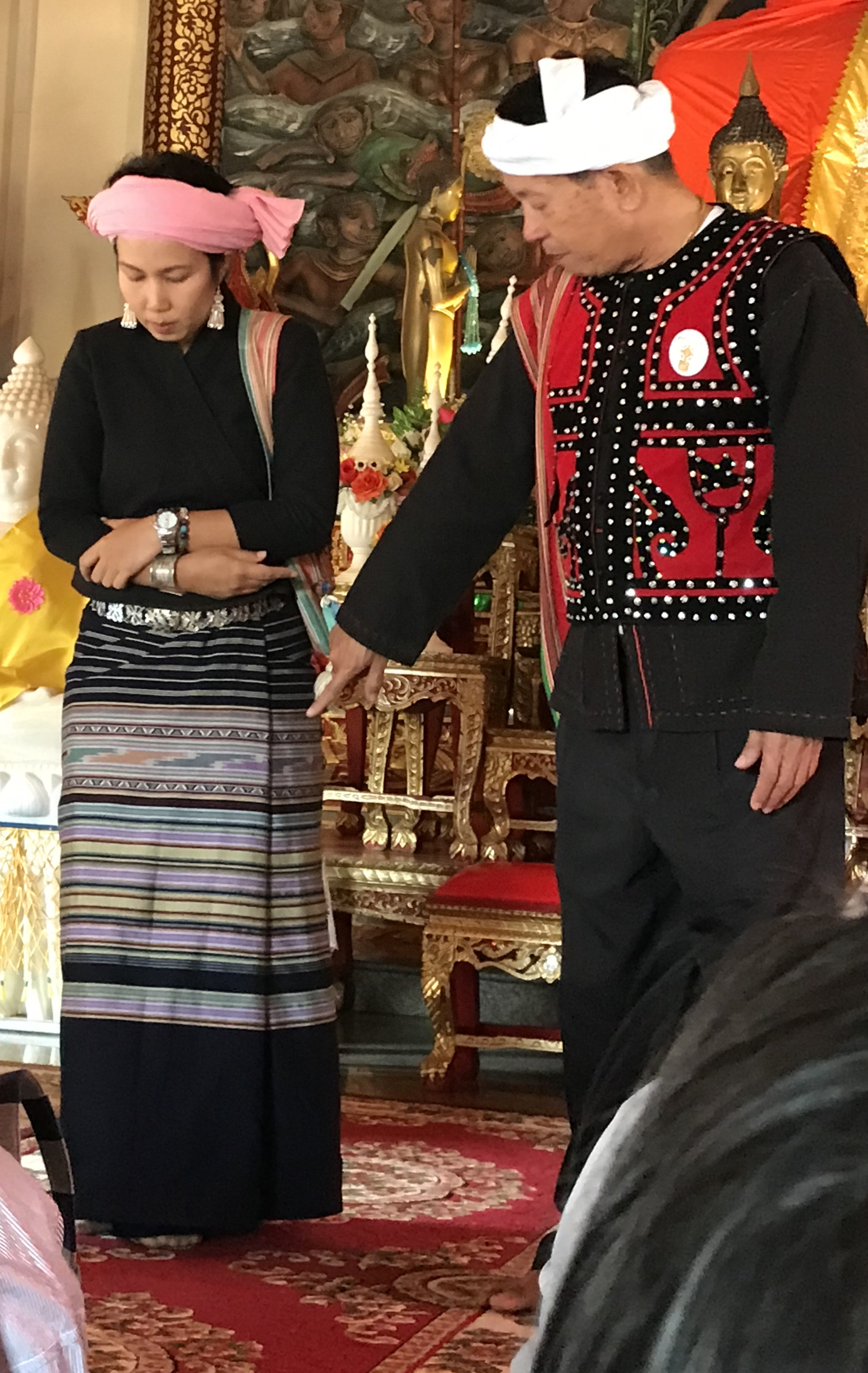
Trang phục của người Lự ở Thái Lan

Đồng bào dân tộc Lự ở Lai Châu cư trú thành từng bản dọc theo các dòng sông, suối. Người Lự biết canh tác lúa nước từ rất sớm, nên đời sống vật chất tương đối ổn định, vốn văn hoá tinh thần cũng phong phú, đa dạng với nhiều loại hình sinh hoạt văn hoá dân gian mang đậm bản sắc dân tộc, tiêu biểu nhất là nét đẹp trang phục truyền thống của phụ nữ dân tộc Lự. Những lúc nông nhàn, phụ nữ dân tộc Lự thường quay tơ, xe sợi.
Nói về trang phục truyền thống của phụ nữ dân tộc Lự, bà Tao Thị Chen ở bản Hon, xã Bản Hon, huyện Tam Đường (Lai Châu) cho biết, người Lự có truyền thống trồng bông, nuôi tằm, kéo sợi, dệt vải, phục vụ nhu cầu may mặc trong gia đình và dòng họ. Trang phục phụ nữ dân tộc Lự gồm có: Khăn đội đầu, áo, váy, thắt lưng.
Khăn đội đầu được làm bằng vải bông, nhuộm chàm đen, dài khoảng trên 400 cm, rộng 30 cm, hai đầu khăn có tua dài khoảng 20 cm. Trên nền đen của hai đầu khăn dệt xen kẽ 18 đường chỉ trắng, to nhỏ khác nhau và hai đường chỉ vàng chạy ngang tô điểm cho khăn. Khi sử dụng, khăn được gấp làm bốn theo chiều dọc và được quấn quanh đầu nhiều vòng và búi nghiêng về phía bên trái đầu. Trong khi đó, phụ nữ Lự ở Thái Lan hoặc Lào cuốn khăn vòng quanh đầu được làm bằng vải bông, nhuộm hồng hay để trắng. Cuốn xong vòng cuối, họ thường dắt phần đuôi khăn cho gọn giấu vào phần tóc hay để lộ ra một đoạn. Búi tóc phụ nữ Lự ở đây có điểm tương đồng với búi tóc phụ nữ Lào, Thái Lan và Campuchia.
Áo may bằng vải chàm đen, ghép liên kết với nhau từ 6 miếng vải cắt theo hình rẻ quạt, tạo cho áo có vạt xòe rộng so với eo. Hoa văn dệt kết hợp với hoa văn ghép vải. Cổ áo liền với nẹp ngực gồm 5 miếng vải may cầu kỳ với các màu khác nhau tạo thành. Miếng vải ở giữa được đáp những quả hình trám màu xanh, đỏ nối tiếp nhau. Tay áo dài được may thon dần về phía cổ tay viền một vòng vải hoa nhỏ, sát nách có thêu hoa văn chạy vòng quanh ống tay. Trên thân áo bên trái thêu một đường chỉ nhỏ hình dóng trúc, chạy từ cổ thẳng xuống vạt áo bằng chỉ các màu.
Vòng quanh eo từ phía trước ra phía sau là hoa văn ghép vải, gọi đó là "con suối uốn lượn". Dưới hoa văn ghép vải là những hình tam giác thêu bằng chỉ các màu. Hai bên vạt áo được đính hai dây vải hoa, dải dây bên sườn phải có 5 tua bằng sợi len các màu có xâu những hạt cườm. Khi mặc, vạt áo được vắt chéo thân bên trái sang phía sườn phải và buộc hai dây vải với nhau.
Hằng ngày người phụ nữ Lự thường mặc từ 2 đến 3 chiếc váy cùng một lúc. Chúng được lồng vào nhau thành nhiều tầng, mỗi chiếc cách nhau 3 đến 4 cm theo chiều cao dần. Người Lự quan niệm mặc như vậy vừa kín đáo vừa đẹp, vừa có thể thay đổi cho nhau, khi chiếc váy ngoài đã cũ. Váy được tạo bởi ba miếng vải khác nhau, hình ống và chia làm ba phần gồm cạp, thân và chân váy. Cạp váy làm bằng vải bông nhuộm nâu, không trang trí hoa văn. Thân váy làm bằng vải tơ tằm dược dệt trên một khung cửi riêng, kỹ thuật dệt phức tạp và đòi hỏi sự khéo léo của người dệt để tạo thành những hoa văn theo ý thích của từng người. Thân cài hoa văn thành hai phần rõ rệt. Nửa thân tiếp giáp với cạp váy bằng vải tơ tằm màu nâu sạm, trên có dệt thêm nhiều sọc màu vàng và đỏ chạy song song theo chiều ngang của váy.
Trên bộ trang phục còn có thắt lưng được may bằng vải mộc trắng, hai đầu thêu hoa văn và có tua sợi mềm mại. Vòng cổ được làm bằng bạc, hình tròn, hai đầu vòng uốn gập ngược lại tạo ra hai lá hình tam giác, trên mặt lá có chạm khắc hoa dây mềm mại. Ngoài ra, phụ nữ Lự (Thái Lặc) ở Cảnh Hồng, Trung Quốc thường búi tóc và cài hoa trên đầu (thường dùng hoa phong lan cài từ búi tóc xuống gáy nhằm che đi phần tai bên trái). Trên búi tóc phụ nữ Lự thường cài bằng chiếc lược nhựa nằm ngang. Áo từ vải trắng hay vải màu, chân váy là sà-rông ảnh hưởng ít nhiều từ người Shan ở Miến Điện, còn lại trang phục của người Lự ở Lào hay Thái Lan cũng ảnh hưởng Miến Điện và trang phục của các sắc tộc người Thái khác.

## Tôn giáo

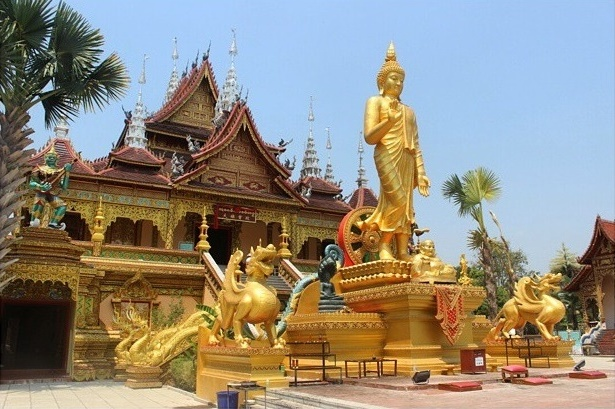
Ngôi đền Phật giáo của người Lự ở Cảnh Hồng, Vân Nam, Trung Quốc

Người Lự ở Trung Quốc, Lào và Thái Lan đều theo Phật giáo Nam tông. Nơi thờ tự của người Lự bao gồm một chính điện, một tu viện và một phòng trống, ngôi chùa trung tâm của Phật giáo cộng với một pháp đường, một tòa nhà kinh Phật và một ngôi chùa. Diện mạo của chánh điện nhìn chung là mái kiểu Wat một mái hoặc kép, hoặc một đỉnh núi lơ lửng, một mái kiểu Wat kép hình đa giác hoặc hình phụ. Sau một hoặc hai tầng trên dốc, có dốc một mặt hai tầng hoặc ba tầng, dốc ba cạnh và dốc năm cạnh. Số lượng dốc có liên quan đến cấp độ của ngôi chùa Phật giáo. Đền chùa nào của người Lự cũng có hai con sư tử chinthe canh gác 2 bên cổng (tương tự như sư tử đá Trung Quốc và nghê Việt Nam). Chinthe (tiếng Miến Điện: ခြင်္သေ့ (IPA: [tɕʰɪ̀ɰ̃ðḛ]); tiếng Môn: ဇာဒိသိုၚ် ([cɛ̀atìʔsaŋ]); tiếng Shan: သၢင်ႇသီႈ ([sàːŋ si])) là một sinh vật thần thoại cổ đại đứng gác ở các lối vào chùa thuộc Phật giáo Nam tông hay Tiểu thừa.
Đại tôn giáo Phật giáo Nguyên thủy, nhiều lễ hội và hoạt động Phật giáo. Lễ hội Songkran, được tổ chức vào tháng 6 Dương lịch hàng năm, là lễ hội lớn nhất, các vị Phật sẽ được tôn thờ, một bữa tiệc linh đình sẽ được tổ chức, các nhà sư, người thân và bạn bè sẽ được mời đến dự tiệc và những lời chúc mừng sẽ được gửi đến mỗi người bằng cách té nước.

## Nhà cửa
Người Lự ở nhà sàn, hai mái, mái phía sau ngắn, còn mái phía trước kéo dài xuống che cho cả hàng hiên và cầu thang. Cửa ra vào ở hướng Tây Bắc. Trong nhà có hai bếp, một bếp để nấu ăn và một bếp để đun nước tiếp khách. Các công trình của người Lự bị ảnh hưởng bởi môi trường tự nhiên như khí hậu, độ cao, địa hình, vật liệu xây dựng và các môi trường xã hội như dân số, kinh tế, tôn giáo, chính trị, công nghệ, tư tưởng. Chủ yếu là các hàng rào khô đẹp và khéo léo được đại diện bởi Tây Song Bản Nạp. Các tòa nhà kiểu cách, những ngôi nhà lợp bằng đất dày và chắc chắn, có mái bằng bằng đất được thể hiện bằng những ngôi nhà dân cư của người Lự ở Cảnh Hồng (Trung Quốc), Lào và Thái Lan cũng như các tòa nhà chùa Phật giáo trang nhã và lộng lẫy.